# Асенг, Джейн
Джейн Рут Асенг (англ. Jane Ruth Aceng, родилась 11 мая 1968 года) — угандийский педиатр и политик, министр здравоохранения в Кабинете министров Уганды с 6 июня 2016 года.

## Ранние годы и образование
Асенг родилась 11 мая 1968 года, училась в начальной школе Шимони в Кампале, столице Уганды и в средней школе для девочек Набисунса. Она получила степень бакалавра медицины хирургии, магистра медицины в области педиатрии и степень магистра общественного здравоохранения в Колледже медицинских наук Университета Макерере и диплом по управлению системами здравоохранения Галилейского международного института менеджмента в Израиле.

## Карьера
Асенг начала службу в качестве медицинского работника в министерстве здравоохранения. На момент назначения генеральным директором по медицинским услугам она занимала должность исполнительного директора региональной больницы Лира.
Асенг является членом совета директоров Института инфекционных заболеваний. С 2005 по 2016 год она также была членом совета директоров Uganda National Medical Stores, подразделения Министерства здравоохранения, занимающегося закупками и дистрибуцией фармацевтической продукции. С июня 2011 года по июнь 2016 года занимала должность генерального директора медицинских служб при Министерстве здравоохранения Уганды..Асенг заняла должность министра здравоохранения в Кабинете министров Уганды 6 июня 2016 года.

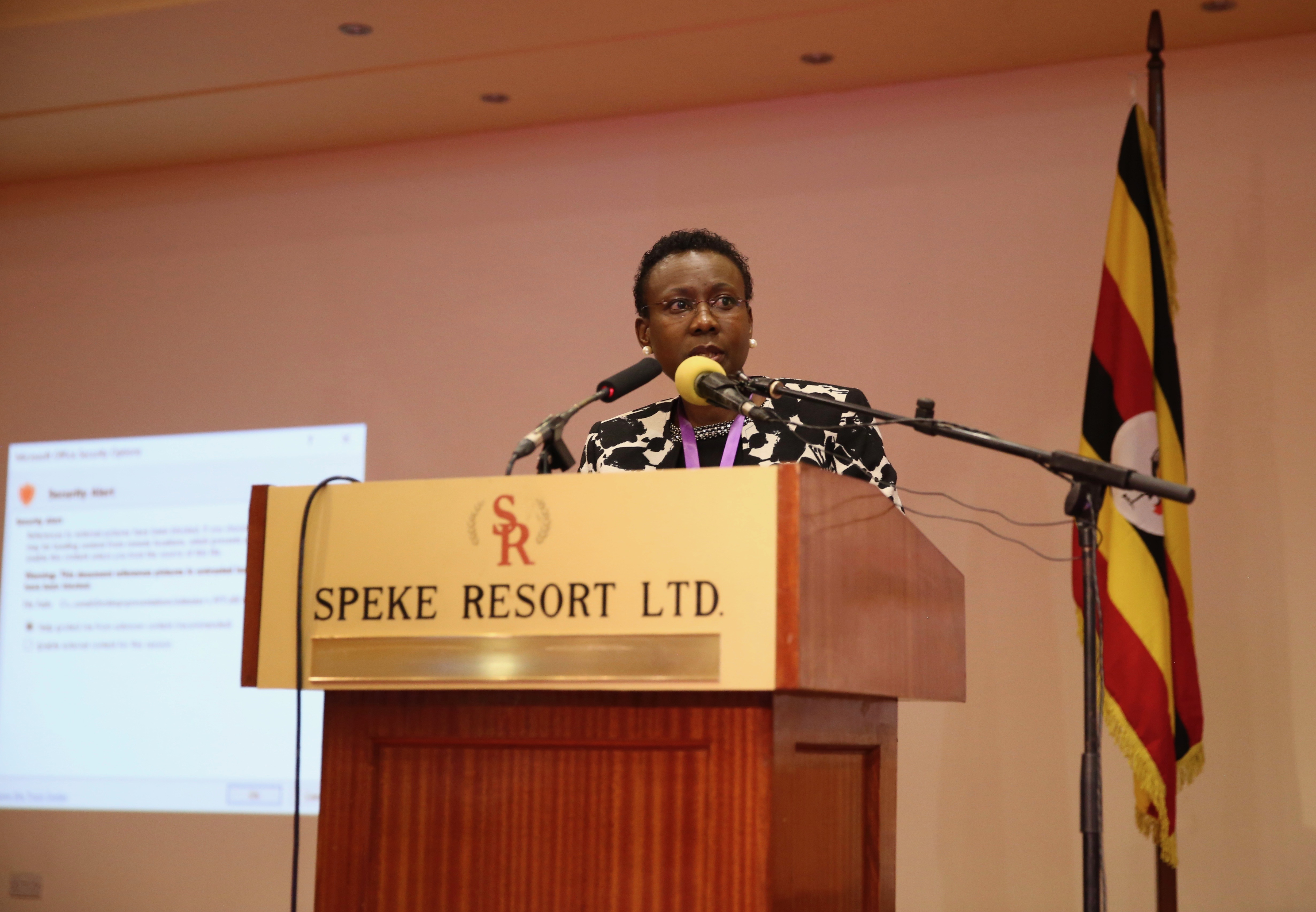
Министр здравоохранения Уганды, Джейн Асенг

В июле 2020 года Асенг заявила о своем намерении баллотироваться на пост представителя женщин округа Лира в парламенте 11-го созыва (2021—2026) от правящей политической партии «Движения национального сопротивления».

## Судебное противостояние
Ещё в 2014 году три переменные в национальной системе здравоохранения вошли в состояние кризиса:
- В Уганде имеется не менее 8 государственных и частных медицинских школ, которые ежегодно выпускают около 500 врачей. Прежде чем получить медицинскую лицензию, каждый врач должен пройти 12 месяцев строгого надзора под руководством врача-консультанта или хирурга[8].
- Из-за низкой оплаты труда, изношенного оборудования, нехватки ресурсов, включая лекарства, и плохих условий труда многие угандийские медицинские и хирургические консультанты уехали работать в лучшие условия в другие страны[9].
- Небольшой национальный бюджет здравоохранения оставляет министерству здравоохранения недостаточно средств для оплаты труда немногих оставшихся консультантов, старших должностных лиц, проходящих обучение, чтобы стать консультантами, и постоянно растущего числа стажеров, работающих для получения лицензии[10].

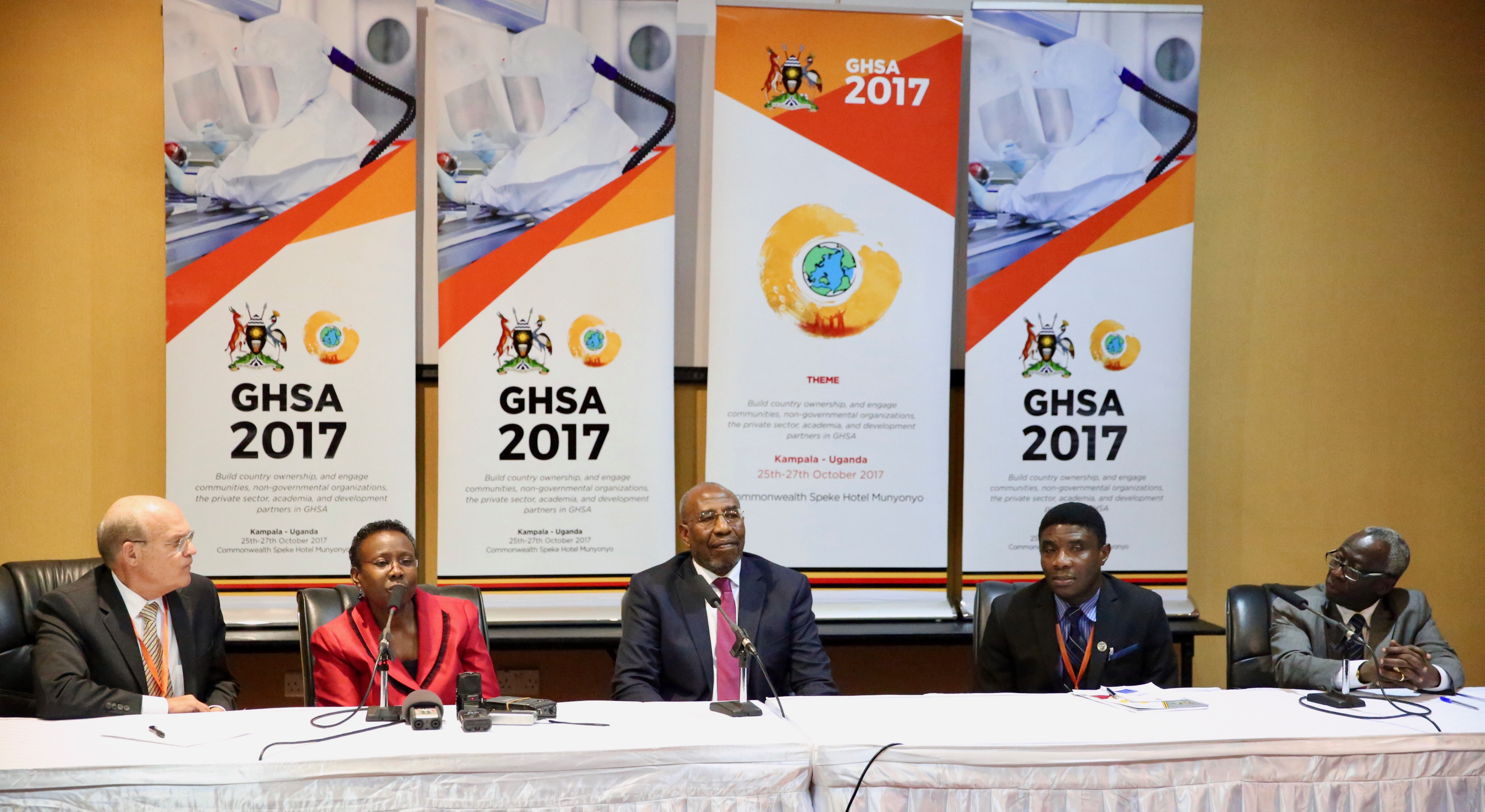
Адмирал Тим Цимер, премьер-министр Уганды Рухакана Ругунда и Джейн Рут Асенг на заключительной пресс-конференции министерской встречи по глобальной повестке дня в области безопасности в области здравоохранения

В результате штат министерства здравоохранения состоял из старших медицинских сестер, которые вообще не получают компенсацию, и стажеров, которым платят мало и нерегулярно. В попытке сэкономить средства Асенг, будучи министром, обвинила некоторые университеты в выпуске слишком большого количества некачественных врачей. С ней выразили несогласие Совет врачей и стоматологов Уганды и Советы врачей и стоматологов Восточноафриканского сообщества. Это государственные учреждения Восточноафриканского сообщества уполномочены поддерживать стандарт медицинского и стоматологического образования, а также компетентность врачей и стоматологов.
В результате Асенг выдвинула требование, согласно которому стажеры должны сдавать новый национальный экзамен, прежде чем министерство здравоохранения сможет назначить им место для стажировки. Это привело к судебному иску.

## Публикации
- 2021: The Ugandan Severe Acute Respiratory Syndrome -Coronavirus 2 (SARS-CoV-2) Model: A Data Driven Approach to Estimate Risk[17]
- 2020: Estimating the Effect and Cost-Effectiveness of Facemasks in Reducing the Spread of the Severe Acute Respiratory Syndrome-Coronavirus 2 (SARS-CoV-2) in Uganda[18]
- 2020: Family Health Days program contributions in vaccination of unreached and under-immunized children during routine vaccinations in Uganda[19]
- 2019: Uganda’s experience in Ebola virus disease outbreak preparedness, 2018—2019.[20]
- 2018: Prevalence of protective tetanus antibodies and immunological response following tetanus toxoid vaccination among men seeking medical circumcision services in Uganda[21]
- 2016: Tetanus Cases After Voluntary Medical Male Circumcision for HIV Prevention — Eastern and Southern Africa, 2012—2015[22]
- 2015: Multidistrict outbreak of Marburg virus disease—Uganda, 2012.[23]
- 2015: Is the glass half full or half empty? A qualitative exploration on treatment practices and perceived barriers to biomedical care for patients with nodding syndrome in post-conflict northern Uganda[24]
- 2014: Ebola Viral Hemorrhagic Disease Outbreak in West Africa- Lessons from Uganda.[25]
- 2013: Nodding syndrome in Ugandan children—clinical features, brain imaging and complications: a case series[26]
- 2005: Rectal artemether versus intravenous quinine for the treatment of cerebral malaria in children in Uganda: randomised clinical trial[27]